# Škoda 21Eb
Škoda 21Eb je model městského nízkopodlažního bateriového autobusu, vyrobeného v roce 2003. Vznikl pouze jeden prototypový kus tohoto elektrobusu.

## Vývoj, výroba a provoz
V letech 2001–2003 probíhal ve spolupráci znojemského dopravce ČAS-service a Vysokého učení technického v Brně (VUT) výzkum ohledně provozu a vývoje městského autobusu. Jeho vyvrcholením bylo v roce 2003 zakoupení skeletu (výrobní číslo 13087, rok výroby 2002) určeného pro trolejbus Škoda 21TrACI, který byl ve spolupráci s VUT a Škodou Ostrov využit pro stavbu prototypového elektrobusu Škoda 21Eb. Ke stavbě elektrobusu byly částečně použity standardní díly z trolejbusu 21Tr, celý vývoj i stavba vozidla ale probíhala ve firmě ČAS-service. Ve voze byly kvůli vysoké hmotnosti elektrobusu původně použity laminátové sedačky známé z tramvají T3 (ty byly po čase vyměněny za sedačky známé z autobusů Karosa).
Jednalo se o první elektrobus v Česku, bylo tedy nutné vyřešit mimo jiné i některé úřední překážky. Po úspěšných provozních zkouškách byl vůz zařazen do provozu. Elektrobus byl vybaven bateriemi od firmy SAFT, jejichž nabíjení probíhalo speciální rychlonabíjecí stanicí od společnosti EPRONA, umístěné v jedné z garáží v areálu dopravce. Uváděné průměrné náklady na provoz elektrobusu byly zhruba 0,80 Kč/km, zatímco u autobusů se spalovacím motorem činily náklady zhruba 7,00 Kč/km.
Vůz provozovala společnost ČAS-service v rámci městské dopravy ve Znojmě do konce roku 2009, kdy provoz znojemské MHD převzala společnost ZDS Psota. Ještě v roce 2010 se s vozem uskutečnila speciální jízda pro fotografy na zámek ve Vranově nad Dyjí. Následně již elektrobus neměl žádné další využití a jako nepoužívaný zůstal odstaven v garážích v areálu dopravce.
V květnu 2025 vůz odkoupil ŠKODA-BUS klub Plzeň z.s., který na něm provedl očištění, evidenční a technickou kontrolu. Rovněž vůz dal do provozuschopného stavu. Jeho novým domovem se stalo Muzeum dopravy ve Strašicích., kam vozidlo 272 km dlouhou cestu ze Znojma absolvovalo vlastní silou, avšak s použitím přívěsného vozíku s dieselagregátem (z trolejbusu 24Tr). Následovat bude pokus o regeneraci původních baterií, neboť většina propojek 110 ks článků baterie je po 15 letech nečinnosti zoxidovaná.
| Současný stát | Město  | Typ  | Rok výroby | Počet vozů | Poznámky | Zdroj |
| ------------- | ------ | ---- | ---------- | ---------- | -------- | ----- |
| Česko         | Znojmo | 21Eb | 2003       | 1          | prototyp | [ 7 ] |

Na vývoj zkušebního prototypu měla navázat výroba dalších podobných vozidel. Vzhledem k tomu, že byla výroba vozidel Škoda 21 Tr ukončena v roce 2004, lze předpokládat i případné využití karoserií z jiných vozidel. Dohledána byla komunikace se závodem SOR Libchavy, na webu společnosti ČAS-Service se pak ještě i po roce 2009 objevila zmínka o možnosti využití jiných karosérií (s dodanou fotografií trolejbusu Škoda 24 Tr).  Zákazníky však produkt již dále nenašel.